# ارتزینوئوی
ارتزینوئوی (به ایتالیایی: Orzinuovi) یک کومونه در ایتالیا است که در استان برشا واقع شده‌است. ارتزینوئوی ۴۷٫۸۷ کیلومتر مربع مساحت و ۱۲٬۶۵۹ نفر جمعیت دارد و ۸۱ متر بالاتر از سطح دریا واقع شده‌است.